# 페름현

페름현의 문장

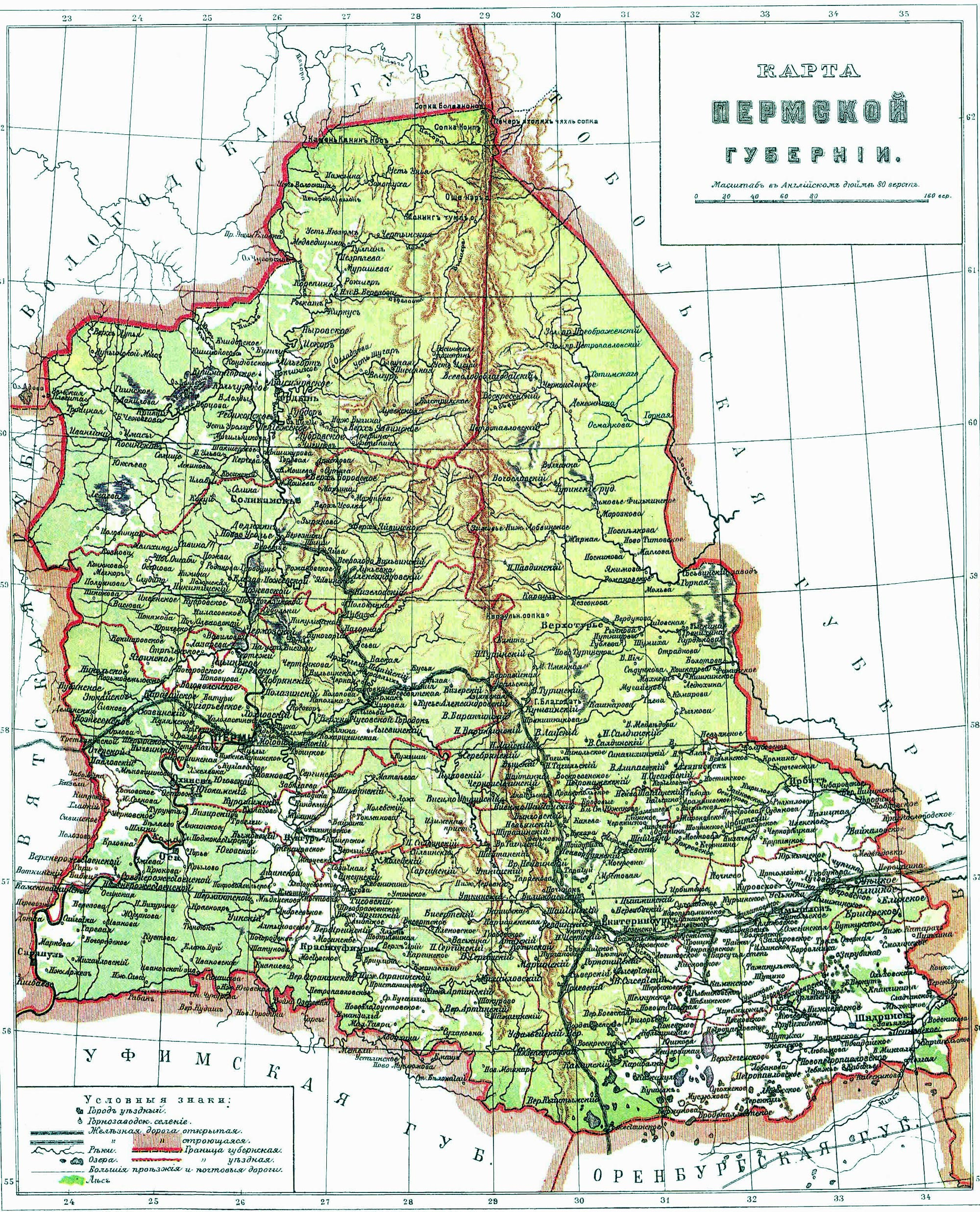
페름현의 지도

페름현(러시아어: Пензенская губерния)은 1781년부터 1923년까지 존재했던 러시아 제국의 현으로 현도는 페름이며 면적은 332,052km2, 인구는 2,994,302명(1897년 당시 기준)이다.
서쪽은 유럽 지역에 속했고, 7개의 읍이었다.
1. 페름스키읍(Пермский)
2. 크라스노우핌스키읍(Красноуфимский)
3. 쿤구르스키읍(Кунгурский)
4. 오신스키읍(Осинский)
5. 오한스키읍(Оханский)
6. 솔리캄스키읍(Соликамский)
7. 체르딘스키읍(Чердынский)

동쪽 지역은 5개의 읍이 위치해 있었다.
1. 베르호투르스키읍(Верхотурский)
2. 예카테린부륵스키읍(Екатеринбургский)
3. 이르비츠키읍(Ирбитский)
4. 카미실롭스키읍(Камышловский)
5. 샤드린스키읍(Шадринский)

인구는 3,464,100명이었고, 15개의 도시가 있었다. 예카테린부르크, 페름, 이르비트가 주요 도시였다. 90%의 주민이 러시아인이었고, 80%가 동방 정교회를 믿었다.